# Franz Ernst Neumann
Franz Ernst Neumann (Joachimsthal, Porosz Királyság, 1798. szeptember 11. – Königsberg, 1895. május 23.) német fizikus, matematikus, mineralógus. A hőtan, a fénytan és az elektrodinamika területén alkotott maradandót. Karl Gottfried Hagen kémikus veje, Carl Gottfried Neumann matematikus apja volt.

## Élete
A Berlinhez közeli, brandenburgi Joachimsthalban született grófnő anyja és gazdálkodó apja, Ernst Neumann házasságon kívüli gyermekeként. A grófi család nem ismerte el a rangon aluli kapcsolatból származó, törvénytelen újszülöttet, így a kis Franz Ernstet apai nagyszülei nevelték fel. Gyermekkorában korán megmutatkozott a reáltudományok iránti tehetsége, ezért nagyszülei a Berlin Gymnasiumba íratták be. Tizenhat éves korában, 1814-ben tanulmányait félbeszakítva önkéntesként beállt a porosz hadseregbe, hogy a napóleoni háborúkban harcoljon. A 1815. június 16-ai vesztes lignyi csatában súlyosan megsebesült, s egy düsseldorfi hadi kórházba került.
Hazatértét követően befejezte középiskoláit, majd 1817-ben beiratkozott a Berlinben a Humboldt Egyetemre, az Alma Mater Beroliniensisre. Rövid ideig teológiát hallgatott, de érdeklődése hamarosan a természettudományok felé fordult. 1818 áprilisától a Jénai Egyetemen folytatta tanulmányait, ahol módjában állt ásvány- és kristálytani előadásokat hallgatnia. Tanára és későbbi barátja, Christian Samuel Weiss segítségével 1820-ban Sziléziában végzett geológiai terepmunkát. 1822 őszén – apja halálának hírére – tanulmányait félbeszakította és hazautazott. Otthon írta meg első tudományos publikációját, krisztallográfiai alapvetését, amely 1823-ban Berlinben jelent meg. Visszatért a Berlini Egyetemre, ahol dolgozatának köszönhetően kinevezték az ásványgyűjtemény kezelőjévé. 1825 novemberében sikeresen letette doktori vizsgáját.
1826 májusában Königsbergbe (ma Kalinyingrád, Oroszország) költözött, miután magántanári kinevezést kapott a város egyetemén. Fél évszázadon keresztül, 1876-ig oktatott fizikát és ásványtant a tanintézményben. 1828-ban rendkívüli, 1829-ben rendes professzori címet kapott. 1833-ban indította el matematikus tanártársával, Carl Gustav Jacob Jacobival az egyetem később nagyhírűvé váló matematika-fizika szemináriumát, amelyen a hallgatók – köztük például Gustav Robert Kirchhoff – a legkülönfélébb vizsgálati módszerekkel ismerkedhettek meg. 1847-ben Neumann – apósa anyagi támogatásával – lakásuk mellett felépíthette saját fizikai laboratóriumát. Az egyetem vezetőségénél éveken keresztül kilincselt egy fizikai kutatóintézet alapítása érdekében, de sikertelenül, s az csak 1876. évi visszavonulása után valósult meg. 1878 után tudományos eredményeinek és egyetemi előadásainak publikálásával foglalkozott, de munkásságának nagy része így sem jelent meg életében. Szimpátiával szemlélte és támogatta Bismarck kancellár politikáját és Németország egyesítését célzó törekvéseit. Kilencvenhat éves korában halt meg Königsbergben.
Neumann 1830-ban házasodott össze Luise Florentine Hagennel, a német vegyész, Karl Gottfried Hagen leányával. Felesége 1838-ban bekövetkező haláláig öt gyermekük született, köztük a később híres matematikussá váló Carl Gottfried. 1843-ban Neumann ismét megházasodott, s ezúttal első asszonya unokatestvérét, Wilhelmina Hagent vette feleségül.

## Életműve
Pályafutásának korai szakaszában az ásványtan, azon belül is a kristálytan állt érdeklődése homlokterében. Az 1820-as években Christian Samuel Weiss eredményeit továbbfejlesztve tökéletesítette a krisztallográfiai vizsgálatok során alkalmazott  sztereografikus vetületi rendszert.
Fizikusként fő kutatási területe a hőtan, a fénytan és az elektrodinamika volt. 1831-ben különféle vegyületek fajlagos hőtulajdonságainak vizsgálatakor fektette le a Neumann-törvényt: „Egy vegyület moláris hőmérséklete megegyezik a vegyületet alkotó elemek atomhőjének összegével.” Többé-kevésbé máig helytálló megoldással szolgált arra a látszólagos anomáliára, hogy az egységnyi hideg, illetve meleg víz összekeveredésével előállt víznek miért nem a két hőmérsékleti érték számtani átlagával lesz egyenlő a hőfoka. Ezt követően érdeklődése a fénytan, a fény hullámelmélete felé fordult, s a kristályszerkezetek optikai tulajdonságait vizsgálva Augustin-Jean Fresnelhez hasonlóan 1832-ben felismerte és definiálta a kettős törés legfőbb törvényszerűségeit. Pályája későbbi szakaszában az elektrodinamika matematikai módszerei foglalkoztatták. 1845–1847 közötti publikációiban írta le az elektromos áram indukciós törvényeit, a később róla elnevezett Neumann-féle indukciót. Aktív pályafutása utolsó szakaszában a gömbi harmonikus függvények elméletével foglalkozott.
Tudományos eredményei elismeréseképpen 1833-ban a berlini Porosz Tudományos Akadémia levelező, 1858-ban rendes tagjává választotta. 1886-ban a brit Royal Society legmagasabb kitüntetésében, a Copley-éremben részesült.

### Főbb művei
- Beiträge zur Krystallonomie, Berlin, Mittler, 1823.
- Vorlesungen über die theorie der magnetischen induktion, Leipzig, Teubner, 1881.
- Einleitung in die theoretische Physik: Vorlesungen, Gehalten an der Universität zu Königsberg, Leipzig, Teubner, 1883.
- Vorlesungen über elektrische Ströme: Gehalten an der Universität zu Königsberg, Leipzig, Teubner, 1884.
- Vorlesungen über die Theorie der Elasticität der festen Körper und des Lichtäthers: Gehalten an der Universität Königsberg, Leipzig, Teubner, 1885.
- Vorlesungen über theoretische Optik: Gehalten an der Universität zu Königsberg, Leipzig, Teubner, 1885.
- Vorlesungen über die Theorie des Potentials und der Kugelfunctionen: Gehalten an der Universität Königsberg, Leipzig, Teubner, 1887.
- Die mathematischen Gesetze der inducirten elektrischen Ströme, Leipzig, Engelmann, 1889.
- Vorlesungen über die Theorie der Capillarität: Gehalten an der Universität Königsberg, Leipzig, Teubner, 1894